# سیارک ۲۷۸۵۵
سیارک ۲۷۸۵۵ (به انگلیسی: 27855 Giorgilli، نامگذاری:1995AK) بیست و هفت هزار و هشتصد و پنجاه و پنجمین سیارک کشف شده‌است که در ۴ ژانویه ۱۹۹۵ کشف شد.